# Pjatychatky (Charkiw)

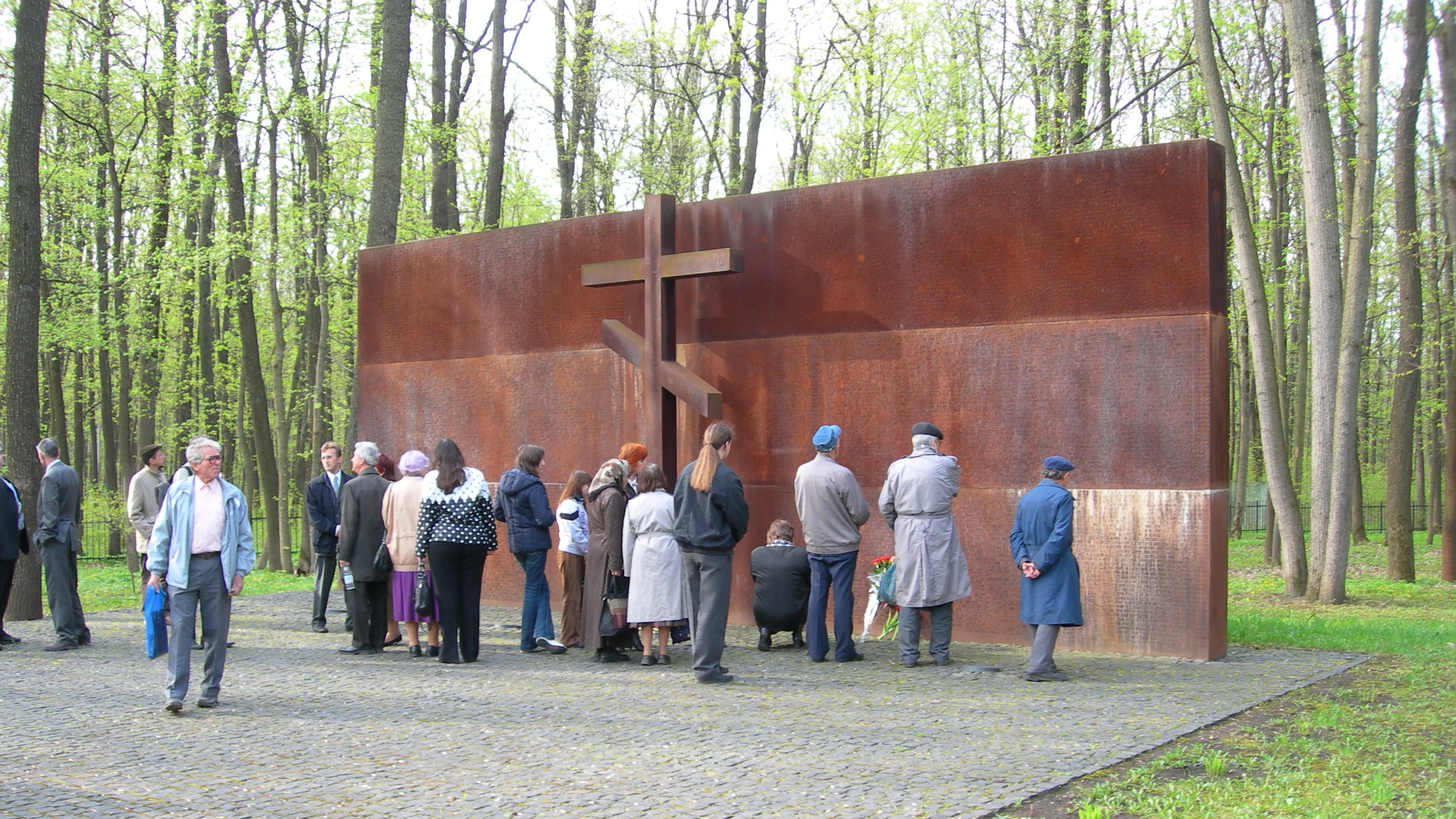
Mahnmal in Pjatychatky

Pjatychatky (ukrainisch П'ятихатки; russisch Пятихатки Pjatichatki – früher Пятихатка Pjatichatka) ist eine Siedlung im Norden der Stadt Charkiw in der Ukraine.

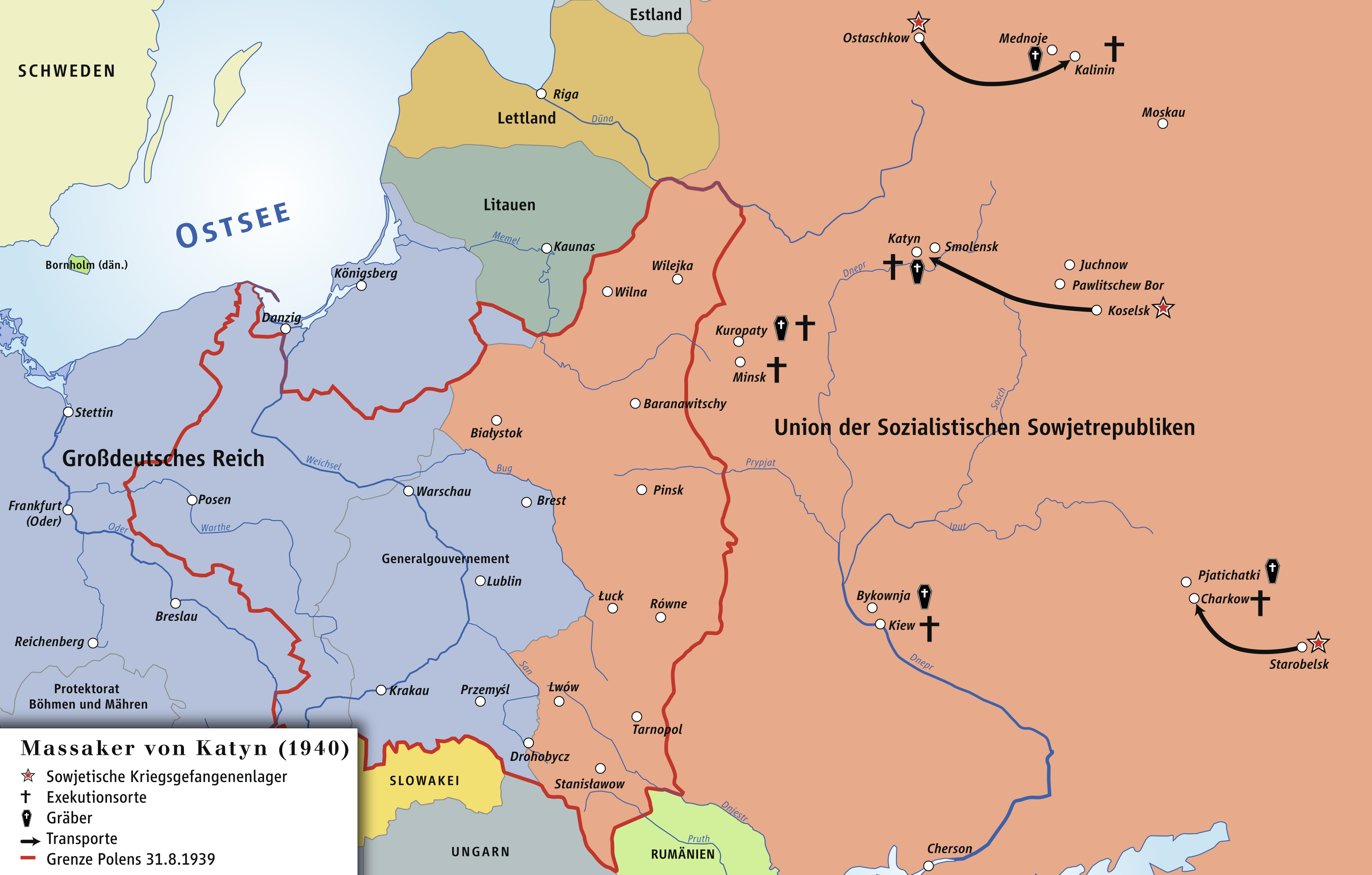
Transportwege der in Pjatychatky vergrabenen Polen

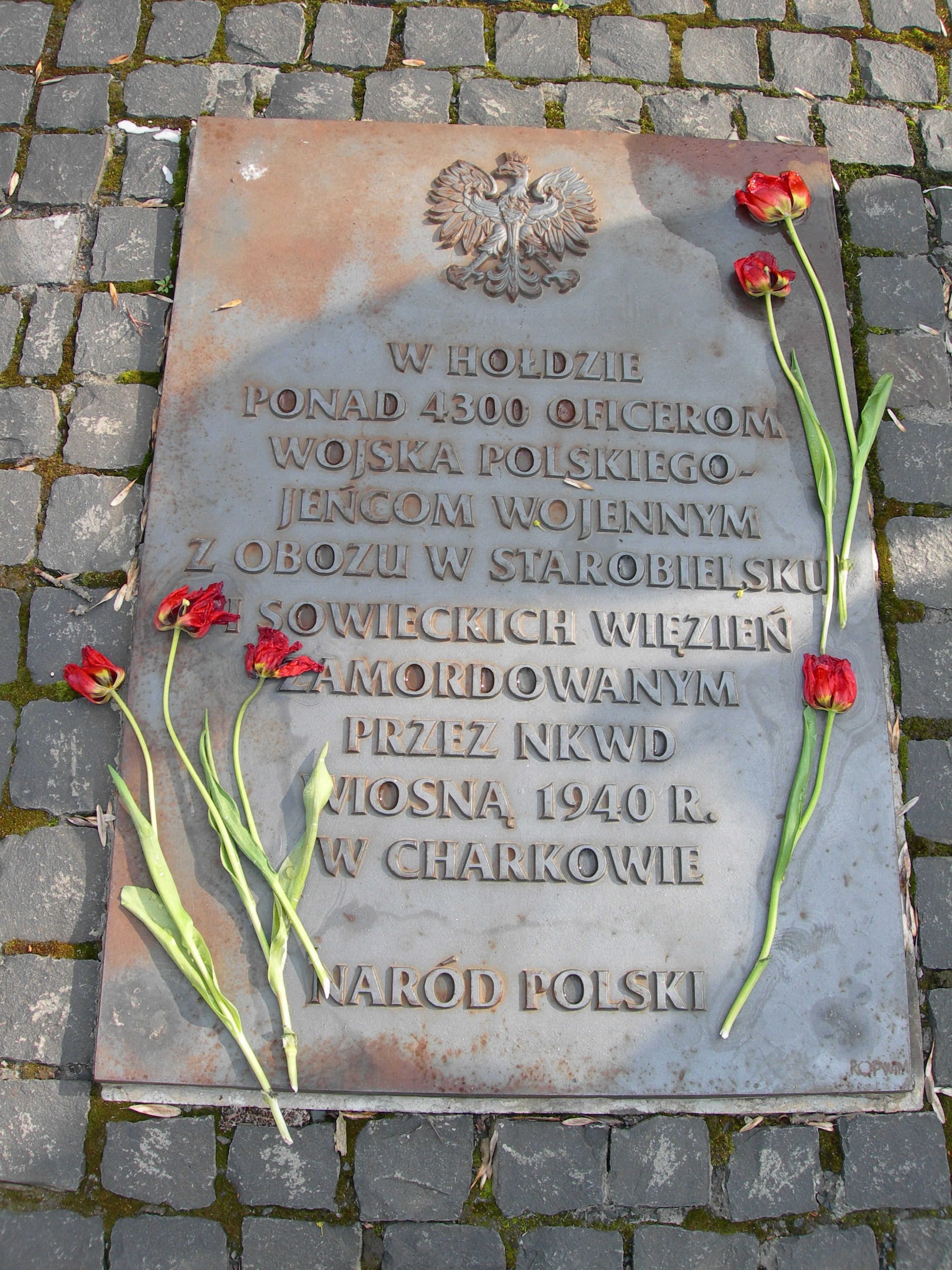
Gedenkplatte für die in Charkiw ermordeten polnischen Offiziere

## Geschichte
In einem Waldstück bei der Siedlung, die damals noch nicht zum Stadtgebiet gehörte, wurden 1940 3.739 bis 3.896 polnische Offiziere, die in einem NKWD-Gefängnis in Charkiw ermordet worden waren, in Massengräbern verscharrt.

### Entdeckung und Verschleierung der Massengräber
Nachdem Kinder aus dem nahe gelegenen Dorf Pjatychatky im Jahr 1969 beim Spielen im Wald einen goldenen Ring, Goldkronen sowie einen polnischen Armeeknopf gefunden hatten, stellte der KGB der Ukrainischen Sowjetrepublik Nachforschungen an, in deren Ergebnis es in einem Bericht an die Zentrale in Moskau hieß: “Es wurde festgestellt, dass der NKWD dort 1940 eine beträchtliche Anzahl, einige Tausend, erschossene Offiziere und Generäle des bourgeoisen Polen beerdigte” und empfahl eine Desinformations-Kampagne bei der Dorfbevölkerung.
Auf diesen Bericht hin veranlasste der damalige KGB-Chef und spätere Staatsoberhaupt der Sowjetunion Juri Andropow, die Umzäunung und Bewachung des Geländes. Außerdem sollten die menschlichen Überreste innerhalb von vier Jahren mit Löschkalk bestreut und anschließend tief vergraben werden.
Dies machte 2009 die polnische Zeitung Gazeta Wyborcza nach Veröffentlichung von Dokumenten des ukrainischen Geheimdienstes SBU publik.

### Einrichtung der Gedenkstätte
Ein Mahnmal erinnert seit dem Jahr 2000 an die Opfer des Großen Terrors und des Massenmords an polnischen Staatsbürgern im Jahre 1940.

### Beschießung 2022
Nach dem russischen Angriff auf die Ukraine geriet im März 2022 auch der Militärfriedhof von Pjatychatky, auf dem die polnischen Opfer ihre letzte Ruhe gefunden haben, unter Beschuss. Auch ging eine Bombe dort nieder und riss einen Trichter in die Erde.